# کیش‌توت‌فالو
کیش‌توت‌فالو (به مجاری:  Kistótfalu) یک منطقهٔ مسکونی در مجارستان است که در ناحیه شیکلوش واقع شده‌است.